# Анево
Анево е село в Южна България, единственото в община Сопот, област Пловдив.
Край него се намира местността Асърлъка, а на 2 км на север – крепостта Аневско градище. Анево е било квартал на град Сопот в периода 1974 – 1996 г. Населението му е около 1000 жители.

## География
Анево се намира в географската област Розова долина, в подножието на Стара Планина, на около километър на запад от Сопот. Застроената му площ е 400 декара, а през него минава Републикански път I-6. Анево се намира на километър западно от Сопот и на 7 от Карлово, с които е свързано посредством автобусна линия. На юг от Анево минава жп линията София – Бургас, на която селото е спирка за пътническите влакове. През землището на селото течат няколко малки реки: Куру дере (Сухото дере), Мечо дере, Татар дере (от Татаре старото име на село Московец) Таушан дере (Заешко дере) и Асар (Кале) дере, Кавак дере и Кюй дере. Над Анево в местността Асърлъка са изградени два язовира. Местностите „Асърлъка“, „Пайталка“, „Къралан“ и „Керджаалан“ заемат северната част от землището, а на юг се простират местностите „Карачово“, където до 1906 г. се намира село със същото име, „Бащията“, „Лъджери“ и „Бозалъка“. По-голямата част от землището е заета от ливади, житни блокове, лозови масиви, овощни градини и различни широколистни и иглолистни гори (габър, дъб, бор). Важен отрасъл е розопроизводството от розови масиви, характерни за тази част на България. Недалеч от селото е разположен Национален парк „Централен Балкан“.

## История
Счита се, че Анево възниква в края на XIV век след нахлуването на османците в българските земи, след като близката крепост „Аневско градище“ е завзета от тях. На югозапад от днешното село има османско гробище, където вероятно са погребани падналите при обсадата и щурма на твърдината османски войници. Съществуват и устни предания, според които там е било и тюрбето (гробницата) на падналия при превземането на крепостта османски военачалник, което в полуразрушен вид просъществувало до XIX век.
Според устни предания първото селище пряк потомък на Анево се е намирало южно от Западния язовир на селото до Кюй дере (Селско дере) и е носело името Яйяларе или Яйялар маале. Наброявало е 10 – 15 къщи. Постепенно селото е местено на изток като известно време е заемало площ от 50 декара в местността Асарлъка. Впоследствие селото е изместено до минаващото и днес през селото Мечо дере (Айъ дере), даващо и едно от последните имена на Анево.
До средата на XIX век селото носи името Аблаларе, т.е. Какино или лелино село (тур.), което може да се свърже с легендата, която разказва, че към средата на XVI век по тези места дошли и се заселили татари на мястото на днешното село Московец (бивше Татаре). Техният бей имал една дъщеря и трима сина, на които поделил земите си по следния начин: дъщеря си, която била най-голямото дете в семейството му, и кака на останалите му синове (на турски кака е „абла“), той дал за жена на някой си аневски турчин. Оттам започнали да наричат селото Аблаларе или Аблалардан (Какиното село), на най-големия си син оставил село Татаре, на втория, който бил голобрад, оставил селото Кьоселер (дн. Мали Богдан, квартал на село Каравелово), а на третия си син дал новозаселеното Йени обаси (тур. Ново село), което отпосле се преселило на мястото на дн. Иганово.
До Освобождението селото остава чисто мюсюлманско, с изключение на няколко български семейства. Съхранен е спомена, че през бурната 1877 г. аневци успяват по собствена инициатива да удържат цели три дни напиращия башибозук от околните мюсюлмански села да не нападнат съседния християнски град Сопот. След Освобождението част от мюсюлманското население се изселва в пределите на Османската империя, а в Анево се заселват християни от селата Войнягово, Дъбене, Каравелово, Михилци (Карловско) и Белица. Едни от първите български заселници в селото са дошлите от Сопот семейства на Иван Пенчов Цанин, Васил Пятов, Генчо Шаранов, Пею Маринов и Кузман Тачов, от Войнягово идват големите семейства на тримата братя Генчо, Иван и Танко Баракови, Стоян Петков с 9 деца, Рачо Неделчев (Патишански род), Георги Караславчев, а по-късно Стойно Топов, Коста Ралев и Нончо Конакчията. Също от Войнягово идват и голямите семейства на Христо Стаменов, Лило Балтов и Васил Райчинов. От Михилци се преселва Минчо Божков с 9те си деца. От Белица (Ихтиманско) идват братята Пано и Марко Стойчеви, Мито Вълков, Стоян Игнатов и Илия Митров. По това време селото се нарича Айюво (Аиево), по-късно прекръстено на Ахиево, буквално от турски „Мечково“, вероятно по името на „Айъ дере“, днес Мечо дере, което тече през селото. С името Ахиево, селото е споменато и в романа „Под игото“ – „Ахиево беше турско село, най-ближно до Бяла черква“. Това име селото носи до 1934 г., когато с указ името му е променено на Анево. Още със заселването на първите българи в селото възниква и идеята за създаване на българско училище, Иван Мачев „Бакалина“ родом от с. Дъбене намира първия учител в селото също от Дъбене. Първоначално училището се помещавало в дома на Пано Стойчев, впоследствие в къщата на Денко Рачев, докато през 1929 година не възниква идеята за създаване на нова сграда. С доброволен труд на българи и турци за две години е изградена сградата на НУ „Христо Ботев“ в двора, дарен от Кольо Пятов. Читалището е основано през 1928 г. по идея на Колю Цанков от с. Балван, Търновско, учителствал в Анево по онова време. А именно и Колю Цанков спомага за първата пиеса, изнесена от читалището – „Майстори“ на Рачо Стоянов.
След Втората световна война и идването на комунизма селото е електрифицирано (1947 – 1948 г.). Около 1958 – 1960 г. сградата на училището е разширена и в нея са се помещавали също читалището и библиотеката.
В селото до към 60-те на ХХ век са действали 2 училища – християнско и мюсюлманско, в което се изучава турски език, като след взаимно съгласие на българи и турци двете училища се обединяват в новата сграда.
През пролетта на 1956 г. е създадено и ТКЗС, в което всички се включват доброволно.
През 1970-те на централния площад е придаден нов облик, като са изградени фурна, сладкарница, кафене и магазин. В този вид с леки промени центърът на селото остава до 2010 г., когато площадът е напълно реновиран и придобива европейски облик.
През 1974 година Анево е присъединено като квартал към Сопот. През 1996 г. Анево отново е обявено за село. Заедно със Сопот създават нова община, в която Анево е единственото село.
През 2011 година за кмет е избран Николай Николов. Открит е новият водопровод; реставрирани са обществените чешми; централният площад и обръщалото на градската линия на западния край придобиват обновен облик. Построен е православният храм „Св. Архангел Михаил“, издигнат с финансовата помощ на бизнесмена Щерьо Щерев.

## Население
Населението на Анево към 31 декември 2018 е 1004 души и е с тенденция да намалява.
| Година              | 1884  | 1887  | 1892 | 1900 | 1905 | 1910 | 1926 | 1934 | 1946 | 1956 | 1965 | 1975  |      |
| ------------------- | ----- | ----- | ---- | ---- | ---- | ---- | ---- | ---- | ---- | ---- | ---- | ----- | ---- |
| Брой на населението | 339   | 330   | 254  | 378  | 481  | 593  | 752  | 823  | 958  | 977  | 1049 | ~1200 |      |
| Година              | 1985  | 1995  | 2001 | 2006 | 2011 | 2012 | 2013 | 2014 | 2015 | 2016 | 2017 | 2018  | 2019 |
| Брой на населението | ~1350 | ~1150 | 1062 | 1071 | 1073 | 1068 | 1063 | 1042 | 1023 | 1018 | 1008 | 1004  | 1001 |

В края на 19.век населението на Анево е предимно турско. С идването на Освобождението голяма част от турското население се изселва, а от околните села започват да идват българи. Други големи изселвания на мюсюлмани са след края на Първата световна война, след това през 1951г, 1978г, и през 1989 година. Наред с тези изселвания, в Анево продължавали да се заселват други български семейства, като последните по-големи семейства се заселили 1951 година, и така българите вече били мнозинство в селото.
Аневските родове:
Дошли от Войнягово: Баракови, Стоянови (Делевски род), Караславчеви, Стаменови, Рачеви (Патишански род), Нончеви (Конакчиев род), Костадинови (Качашки род), Лилови, Райчинови (Чапански род), Паунови, Топови, Петкови (род "Новчетата")
Дошли от Сопот: Родът на Иван Пенчов Цанин (Бучков род), Пееви, Пятови, Кузманови, Шаранови
Дошли от Климент: Неделчеви (Пиронков род), Александрови, Добреви, Майляшки род
Дошли от Белица, Ихтиманско: Стойчеви, Йосифови, Митови, Игнатови
Дошли от Каравелово: Митови (Мишков род), Рашеви
Дошли от други села от Карловско: от Михилци - Божкови, от Ведраре - Гидиковия род, от Богдан - Петко Гаджуров, от Иганово - Христо Лилов
Дошли от Шоплука: Миронови, Караджови, Шентови
Турски родове: Делисмаилови (Садулови), Коруосманови, Халилови, Алибошеви, Бекирови, Мимошеви, Биджови (дошли от Слатина), Меджови, Закирови (от Слатина), Дедеолови, Тухчиеви, Делимустафови, Бекташеви, Аджаахмедови (Молласулеви), Коджаахмедови (Ялъмови), Исови, Кадирови, Ходжеви, Азизови, Хаджиолови, Палазови, Ешекчиеви, Янганджиеви (от Осетеново), Сеидови, Алишови
Изселили се турски родове: Сакъллови, Карабельови (Кашови), Мустанови, Садъкови, Фейзуллови, Топалалиеви 

## Институции
Селото разполага с кметство, поща и здравна служба, няколко магазина. В центъра на селото се намира и църквата „Св. Архангел Михаил“, а в непосредствена близост до нея се намира и джамията. Сградата помещавала бившите училище, библиотека и народно читалище „Искра“ 1928 вече не функционира.
В селото има и земеделска кооперация – ЗК „Зорница“.

## Религии
Селото е населено с мюсюлмани и християни, които живеят в мир и съгласие и са образец за религиозна търпимост и добросъседство. Голяма част от населението на Анево са мюсюлмани (близо 1/4 от жителите). Също немалък е и броят на циганите, изповядващи християнство.

## Забележителности
- Аневско кале
- В подножието на Стара планина на километър-два северно от селото се намира кът за отдих „Масите“, често избиран за почивка или отдих от туристи, решили да посетят Аневското кале.
- В селото се намират няколко обществени чешми с течаща балканска вода – най-старата от тях е „Акча пънар“ (Акча е изгубената дъщеря на пълководецът, направил чешмата, а пънар означава извор от турски език) известна и като „Зарковата чешма“, „Голямата чешма“ и „Трите чучура“, която е на близо 6 века. Също така известна чешма е и „Лиловата чешма“. Две чешми има на централния площад и една на западния край – известна и като „Асърлъшка чешма“.
- В подножието на Аневското кале се намира малък живописен водопад.
- В местността Пайталка се намират основите на средновековен православен храм.
- На двата жилищни блока са изобразени Иван Вазов с Аневското кале и Васил Левски

## Редовни събития
- Всяка година в края на септември се провежда традиционният селски събор (Празник на плодородието). Обикновено съборът трае 2 дни – в единия се провежда младежка дискотека, а на втория протича с участие на народен оркестър и интересна програма. Събора събира гости от региона и страната. Традиционното хоро се извива на централния площад. От 2018 година съборът се провежда в края на юли.
- Трифон Зарезан – в началото на февруари (обикновено преди Сопотския старопланински събор) в двора на училището се събират жителите на селото и с вино, мезета, музика, голям огън и богата софра отбелязват празника.

## Личности
- Проф. д.ик.н. Йосиф Илиев – заслужил професор на УНСС, почетен ръководител на катедра „Индустриален бизнес“, народен представител в VII ВНС